# قانون بنفورد

توزيع الأرقام الأولى وفقاً لقانون بنفورد حيث يمثل كل عامود رقمًا وارتفاعه النسبة المئوية

قانون بنفورد (بالإنجليزية: Benford's law)‏ عبارة عن ملاحظة حول توزيع وتردد الأرقام الرائدة في العديد من مجموعات البيانات العددية، في الناحية اليسرى من الاعداد(أكبر منزلة فيها) مثلا: الرقم 2345 فإن قانون بنفورد يُعنى بالرقم 2 حصراً .

## تعريف
أي مجموعة من الأرقام يقال عليها بإنها تستوفي قانون بنفورد إذا كان الرقم d يحقق الاحتمال التالي:
{\displaystyle P(d)=\log _{10}(d+1)-\log _{10}(d)=\log _{10}\left({\frac {d+1}{d}}\right)=\log _{10}\left(1+{\frac {1}{d}}\right)}
لذا فإن الأرقام الرئيسية في هذه المجموعة لها التوزيع التالي:
| d | {\displaystyle P(d)} | Relative size of {\displaystyle P(d)} |
| - | -------------------- | ------------------------------------- |
| 1 | 30.1%                | 30.1                                  |
| 2 | 17.6%                | 17.6                                  |
| 3 | 12.5%                | 12.5                                  |
| 4 | 9.7%                 | 9.7                                   |
| 5 | 7.9%                 | 7.9                                   |
| 6 | 6.7%                 | 6.7                                   |
| 7 | 5.8%                 | 5.8                                   |
| 8 | 5.1%                 | 5.1                                   |
| 9 | 4.6%                 | 4.6                                   |